# Šerm na Letních olympijských hrách 2008
Šerm na Letních olympijských hrách 2008.

## Medailisté

### Muži
| Kategorie            | Zlato                                                                                    | Stříbro                                                                                    | Bronz                                                                                  |
| -------------------- | ---------------------------------------------------------------------------------------- | ------------------------------------------------------------------------------------------ | -------------------------------------------------------------------------------------- |
| Fleret – jednotlivci | Benjamin Kleibrink · Německo (GER)                                                       | Júki Óta · Japonsko (JPN)                                                                  | Salvatore Sanzo · Itálie (ITA)                                                         |
| Kord – jednotlivci   | Matteo Tagliariol · Itálie (ITA)                                                         | Fabrice Jeannet · Francie (FRA)                                                            | José Luis Abajo · Španělsko (ESP)                                                      |
| Šavle – jednotlivci  | Čung Man · Čína (CHN)                                                                    | Nicolas Lopez · Francie (FRA)                                                              | Mihai Covaliu · Rumunsko (ROU)                                                         |
| Kord – družstvo      | Francie (FRA) · Fabrice Jeannet · Jérôme Jeannet · Ulrich Robeiri · Jean-Michel Lucenay* | Polsko (POL) · Robert Andrzejuk · Tomasz Motyka · Adam Wiercioch · Radosław Zawrotniak     | Itálie (ITA) · Stefano Carozzo · Diego Confalonieri · Alfredo Rota · Matteo Tagliariol |
| Šavle – družstvo     | Francie (FRA) · Julien Pillet · Boris Sanson · Nicolas Lopez · Vincent Anstett*          | Spojené státy americké (USA) · Tim Morehouse · Jason Rogers · Keeth Smart · James Williams | Itálie (ITA) · Aldo Montano · Luigi Tarantino · Giampiero Pastore · Diego Occhiuzzi    |

### Ženy
| Kategorie            | Zlato                                                                                          | Stříbro                                                                                        | Bronz |
| -------------------- | ---------------------------------------------------------------------------------------------- | ---------------------------------------------------------------------------------------------- | --- |
| Fleret – jednotlivci | Valentina Vezzaliová · Itálie (ITA)                                                            | Nam Hjon-hui · Jižní Korea (KOR)                                                               | Margherita Granbassiová · Itálie (ITA)                                                                    |
| Kord – jednotlivci   | Britta Heidemannová · Německo (GER)                                                            | Ana-Maria Brânzăová · Rumunsko (ROU)                                                           | Ildikó Minczová-Nébaldová · Maďarsko (HUN)                                                                |
| Šavle – jednotlivci  | Mariel Zagunisová · Spojené státy americké (USA)                                               | Sada Jacobsonová · Spojené státy americké (USA)                                                | Becca Wardová · Spojené státy americké (USA)                                                              |
| Fleret – družstvo    | Rusko (RUS) · Svetlana Bojková · Aida Šanajevová · Viktorija Nikišinová · Jevgenija Lamonovová | Spojené státy americké (USA) · Emily Cross · Hanna Thompson · Erinn Smart · Doris Willetteová* | Itálie (ITA) · Valentina Vezzaliová · Giovanna Trilliniová · Margherita Granbassiová · Ilaria Salvatori   |
| Šavle – družstvo     | Ukrajina (UKR) · Olha Žovnir · Olena Chomrovová · Halyna Pundyková · Olha Charlanová           | Čína (CHN) · Bao Yingying · Huang Haiyang · Ni Hong · Tchan Süe                                | Spojené státy americké (USA) · Sada Jacobsonová · Becca Wardová · Mariel Zagunisová · Dagmara Wozniaková* |

pozn.: Šermíř s hvězdičkou jako náhradník do soubojů družstev nezasáhl a nebyla mu udělena olympijská medaile.

## Přehled medailí
| Pořadí | Země                         | Zlato | Stříbro | Bronz | Celkově |
| ------ | ---------------------------- | ----- | ------- | ----- | ------- |
| 1.     | Francie (FRA)                | 2     | 2       | 0     | 4       |
| 2.     | Itálie (ITA)                 | 2     | 0       | 5     | 7       |
| 3.     | Německo (GER)                | 2     | 0       | 0     | 2       |
| 4.     | Spojené státy americké (USA) | 1     | 3       | 2     | 6       |
| 5.     | Čína (CHN)                   | 1     | 1       | 0     | 2       |
| 6.     | Ukrajina (UKR)               | 1     | 0       | 0     | 1       |
| 6.     | Rusko (RUS)                  | 1     | 0       | 0     | 1       |
| 8.     | Rumunsko (ROU)               | 0     | 1       | 1     | 2       |
| 9.     | Japonsko (JPN)               | 0     | 1       | 0     | 1       |
| 9      | Jižní Korea (KOR)            | 0     | 1       | 0     | 1       |
| 9.     | Polsko (POL)                 | 0     | 1       | 0     | 1       |
| 12.    | Španělsko (ESP)              | 0     | 0       | 1     | 1       |
| 12.    | Maďarsko (HUN)               | 0     | 0       | 1     | 1       |
| Celkem | Celkem                       | 10    | 10      | 10    | 30      |